# Dudu Paraíba
Carlos Eduardo de Souza Tomé (n. Paraíba, Brasil, 11 de marzo de 1985) es un exfutbolista brasileño que jugaba como delantero. 

## Clubes
| Club                          | País     | Año         |
| ----------------------------- | -------- | ----------- |
| Esporte Clube Vitória         | Brasil   | 2003 - 2007 |
| Avaí Futebol Clube (Préstamo) | Brasil   | 2007        |
| PFC Marek Dupnitsa            | Bulgaria | 2007        |
| Litex Lovech                  | Bulgaria | 2007 - 2009 |
| Widzew Łódź                   | Polonia  | 2009 - 2012 |
| Lobos de la BUAP              | México   | 2012 - 2013 |
| Śląsk Wrocław                 | Polonia  | 2013 - 2016 |
| Apollon Limassol              | Chipre   | 2016 - 2017 |
| URT                           | Brasil   | 2017 - 2018 |
| Odra Opole                    | Polonia  | 2018 - 2019 |
| AD Perilima de Campina Grande | Brasil   | 2020 - 2023 |

## Palmarés
| Título           | Club         | País     | Año  |
| ---------------- | ------------ | -------- | ---- |
| Copa de Bulgaria | Litex Lovech | Bulgaria | 2008 |
| Copa de Bulgaria | Litex Lovech | Bulgaria | 2009 |